# Eparquía de Batrún
La eparquía de Batrún (en latín: Eparchia Botryensis Maronitarum y en árabe: أبرشية بعلبك - دير الأحمر الكاثوليكية المارونية‎) es una circunscripción eclesiástica de la Iglesia católica en Líbano. Se trata de una eparquía maronita, inmediatamente sujeta al patriarcado de Antioquía de los maronitas. Desde el 16 de enero de 2012 su eparca es Mounir Khairallah.

## Territorio y organización
La eparquía extiende su jurisdicción sobre los fieles católicos de rito antioqueno maronita residentes en el distrito de Batrún en la gobernación de Líbano Norte.
La sede de la eparquía se encuentra en la ciudad de Batrún en donde se halla la Catedral de San Esteban.
En 2020 en la eparquía existían 66 parroquias.

## Historia
El patriarcado maronita no estaba formalmente dividido en eparquías: de hecho, todos los obispos eran considerados como auxiliares del patriarca, el único líder verdadero de la nación maronita. Hubo obispos católicos maronitas en Batrún (antigua Botrys) desde 1690 y un obispo maronita con el título de Botrys, Stefano El Douaihy, está atestiguado por las fuentes en 1728.
En varias ocasiones la Congregación de Propaganda Fide había intervenido para ordenar la subdivisión canónica del patriarcado, siguiendo el ejemplo de los demás patriarcados orientales, pero sus decretos habían quedado en letra muerta. La Iglesia maronita se dividió en diócesis el 30 de septiembre de 1736 en el Sínodo del Monte Líbano en el monasterio de Nuestra Señora en Louaizeh, en donde se decidió —siguiendo las decisiones del Concilio de Trento (1545-1563)— la erección canónica de 8 diócesis con límites definidos, cada una con un obispo residente y con autoridad ordinaria. Una de esas diócesis fue la eparquía de Biblos y Batrún, cuya jurisdicción inicial fue fijada como:

III. Bybli, et Botri: hujus jurisdictio extenditur in Dioeceses Bybli, et Botri, Acurae, Dairalamari, et Regionis Bisarajae.

La bula Apostolica praedecessorum del 14 de febrero de 1742 del papa Benedicto XIV, confirmó le decisión sinodal de subdividir el patriarcado en diócesis, su número y su extensión territorial. Sin embargo, el sínodo acordó que las diócesis no serían asignadas hasta que el número de obispos se redujera hasta 8, lo cual se puso en práctica durante el patriarcado de Youssef VIII Hobaish (1823-1845). Por esta razón Jbeil o Biblos fue parte de la eparquía de Damasco hasta 1768, cuando fue unida a Batrún para formar la eparquía de Jbeil y Batrún. Durante el patriarcado de Youssef VIII Hobaish quedó definida como eparquía de Biblos y Batrún.
El 25 de mayo de 1837 la eparquía de Biblos y Batrún fue suprimida e incorporada a la eparquía patriarcal de Sidón y Tiro y administrada como vicariato patriarcal de Biblos. En 1840 perdió una docena de aldeas, separadas por la Propaganda Fide e incorporadas a la archieparquía de Trípoli de los maronitas. En 1848 se convirtió en la eparquía propia del patriarca de Antioquía de los maronitas al separarse Sidón y Tiro. El patriarca había fijado su residencia en el distrito de Batrún y gobernó la eparquía a través de dos vicarios patriarcales.
La eparquía de Sarba fue erigida el 12 de diciembre de 1959 con la parte libanesa de la eparquía de Damasco mediante la bula Orientalis Ecclesiae del papa Juan XXIII, y la de Jebbeh fue creada el 2 de mayo de 1986. Fueron fusionadas el 9 de junio de 1990 como Jebbeh-Sarba y unidas a la eparquía patriarcal de Batrún (sin Biblos). Renombrada a eparquía de Jebbeh, Sarba y Joünié como eparquía patriarcal el 5 de junio de 1999 cuando fue unida a la suprimida eparquía de Joünié (erigida el 4 de agosto de 1977) y perdió un sector con el que se erigió la eparquía de Batrún.

## Estadísticas
Según el Anuario Pontificio 2021 la eparquía tenía a fines de 2020 un total de 67 000 fieles bautizados.
| Año                                                                             | Población            | Población | Población      | Sacerdotes | Sacerdotes    | Sacerdotes    | Bautizados por sacerdote | Diáconos permanentes | Religiosos | Religiosos | Parroquias |
| Año                                                                             | Bautizados católicos | Total     | % de católicos | Total      | Clero secular | Clero regular | Bautizados por sacerdote | Diáconos permanentes | Varones    | Mujeres    | Parroquias |
| ------------------------------------------------------------------------------- | -------------------- | --------- | -------------- | ---------- | ------------- | ------------- | ------------------------ | -------------------- | ---------- | ---------- | ---------- |
| 2000                                                                            | 73 000               | ?         | ?              | 60         | 49            | 11            | 1216                     |                      | 27         | 56         | 66         |
| 2001                                                                            | 71 000               | ?         | ?              | 64         | 49            | 15            | 1109                     |                      | 31         | 70         | 66         |
| 2002                                                                            | 70 000               | ?         | ?              | 67         | 49            | 18            | 1044                     |                      | 18         | 62         | 66         |
| 2003                                                                            | 71 000               | ?         | ?              | 65         | 49            | 16            | 1092                     |                      | 16         | 60         | 66         |
| 2004                                                                            | 72 000               | ?         | ?              | 63         | 45            | 18            | 1142                     |                      | 37         | 62         | 66         |
| 2006                                                                            | 73 000               | ?         | ?              | 61         | 44            | 17            | 1196                     |                      | 40         | 56         | 66         |
| 2009                                                                            | 74 000               | ?         | ?              | 56         | 43            | 13            | 1321                     |                      | 44         | 60         | 66         |
| 2012                                                                            | 70 000               | ?         | ?              | 57         | 41            | 16            | 1228                     |                      | 38         | 79         | 66         |
| 2015                                                                            | 68 000               | ?         | ?              | 55         | 40            | 15            | 1236                     |                      | 49         | 70         | 66         |
| 2018                                                                            | 68 000               |           |                | 54         | 38            | 16            | 1259                     |                      | 46         | 64         | 66         |
| 2020                                                                            | 67 000               | ?         | ?              | 54         | 38            | 16            | 1240                     |                      | 50         | 33         | 66         |
| Fuente: Catholic-Hierarchy, que a su vez toma los datos del Anuario Pontificio. |                      |           |                |            |               |               |                          |                      |            |            |            |

## Episcopologio
- Giovanni Abacuc † (fines del siglo XVII)
- Stefano El Douaihy † (mencionado en 1728-después de 1746[13])
  - Sede unida a Jbeil (1736-1848)
- Paolo Stefano † (antes de 1795-después de 1809)
- Germano Thabet † (mencionado en 1823)
- ...
  - Sede propia del patriarca (1848-1999)
- Paul-Emile Saadé (5 de junio de 1999-16 de enero de 2012 retirado)
- Mounir Khairallah, desde el 16 de enero de 2012